# 9473 Гент
9473 Гент (9473 Ghent) — астероїд головного поясу, відкритий 26 липня 1998 року.
Тіссеранів параметр щодо Юпітера — 3,336.